# Peliosanthes
Peliosanthes Andrews – rodzaj roślin z rodziny szparagowatych (Asparagaceae). Należy do niego 56 gatunków, występujących w Azji, na obszarze od Indii do południowo-wschodnich Chin i Indonezji.
Nazwa naukowa rodzaju pochodzi od starogreckich słów πελιός (pelios – siny) i άνθος (anthos – kwiat). W polskich słownikach XIX-wiecznych, a także w Słowniku polskich imion rodzajów oraz wyższych skupień roślin z roku 1900 pod redakcją Józefa Rostafińskiego rodzaj podawany był pod polską nazwą „zielonatka”.

## Morfologia
PokrójWieloletnie rośliny zielne.
PędyKłącze zwykle krótkie, rzadziej długie i płożące, z grubymi korzeniami.
LiścieWyrastające odziomkowo z węzłów kłącza oraz z jego wierzchołka, wyraźnie ogonkowe. Blaszki liściowe równowąskie do eliptyczno-jajowatych. Żyłki przewodzące fałdujące blaszkę wzdłuż, z widocznym poprzecznym użyłkowaniem między żyłkami głównymi.
KwiatyZebrane w grono, rzadziej w zredukowaną wiechę. Z każdego węzła kwiatostanu wyrasta pojedynczy kwiat lub wiązka od dwóch do pięciu kwiatów, wsparta przysadką. Pęd kwiatostanowy u nasady osłonięty łuskowatymi liśćmi. Szypułki członowane blisko wierzchołka. Podkwiatek nieobecny lub pojedynczy. Kwiaty sześciokrotne. Listki okwiatu u nasady zrośnięte w rurkę, wierzchołkowo wzniesione lub rozpostarte, zielone, niebieskawe lub fioletowe. Pręciki osadzone w gardzieli rurki okwiatu, o rozszerzonych nitkach, połączonych w mięsisty pierścień otaczający zalążnię, rzadko wolne. Pylniki niemal siedzące na wierzchołku pierścienia. Słupek dolny lub pośredni. Zalążnia trójkomorowa, z (1–)2–5 zalążkami w każdej komorze. Szyjka słupka krótko stożkowa do kolumnowatej. Znamię słupka główkowate do trójklapowanego, małe.
OwoceTorebki, pękające na wczesnym etapie, zawierające od 1 do 3 elipsoidalnych do kulistawych, mięsistych i niebieskich nasion.
Gatunki podobneRośliny z rodzaju konwalnik, od których różni się ogonkowymi liśćmi.

## Biologia i ekologia
SiedliskoWilgotny las równikowy.
GenetykaPodstawowa liczba chromosomów x wynosi 18.
Interakcje międzygatunkowePeliosanthes teta jest rośliną żywicielską dla powszelatkowatych z gatunku Pirdana hyela.

## Systematyka
Pozycja systematycznaRodzaj z plemienia Ophiopogoneae w podrodzinie Nolinoideae w rodzinie szparagowatych Asparagaceae.
Historycznie zaliczany do rodziny Ophiopogonaceae (system Takhtajana z 1997 roku) lub konwaliowatych Convallariaceae (system Kubitzkiego z 1998).
Wykaz gatunków
- Peliosanthes aperta Aver., N.Tanaka & Vuong
- Peliosanthes argenteostriata Aver. & N.Tanaka
- Peliosanthes arunachalensis D.K.Roy, A.A.Mao & Aver.
- Peliosanthes brevicoronata M.N.Tamura & Poopath
- Peliosanthes caesia J.M.H.Shaw
- Peliosanthes cambodiana Aver. & N.Tanaka
- Peliosanthes choriandra Aver., N.Tanaka & K.S.Nguyen
- Peliosanthes crassicoronata K.S.Nguyen, Aver. & N.Tanaka
- Peliosanthes cryptogamica Aver., K.S.Nguyen & Maisak
- Peliosanthes curnberlegii K.Larsen
- Peliosanthes curviandra Vislobokov
- Peliosanthes dehongensis H.Li
- Peliosanthes densiflora Aver. & N.Tanaka
- Peliosanthes divaricatanthera N.Tanaka
- Peliosanthes elegans Aver., N.Tanaka & Vuong
- Peliosanthes gracilipes (Craib) N.Tanaka
- Peliosanthes grandiflora Aver. & N.Tanaka
- Peliosanthes griffithii Baker
- Peliosanthes hexagona Aver., N.Tanaka & K.S.Nguyen
- Peliosanthes hirsuta Aver. & N.Tanaka
- Peliosanthes inaperta Aver. & N.Tanaka
- Peliosanthes irinae Aver. & N.Tanaka
- Peliosanthes kaoi Ohwi
- Peliosanthes kenhillii Aver., N.Tanaka & K.S.Nguyen
- Peliosanthes kenhilloides Aver. & N.Tanaka
- Peliosanthes khasiana N.Tanaka
- Peliosanthes ligniradicis N.Tanaka, Taram & D.Borah
- Peliosanthes longicoronata Vislobokov & N.Tanaka
- Peliosanthes lucida Aver., N.Tanaka & K.S.Nguyen
- Peliosanthes macrophylla Wall. ex Baker
- Peliosanthes macrostegia Hance
- Peliosanthes micrantha Aver. & N.Tanaka
- Peliosanthes minutiflora N.Tanaka, J.Murata & S.K.Wu
- Peliosanthes nagalandensis Odyuo, D.K.Roy, N.Tanaka & A.A.Mao
- Peliosanthes nivea Aver. & N.Tanaka
- Peliosanthes nutans Aver. & N.Tanaka
- Peliosanthes oksanae Kalyuzhny & N.Tanaka
- Peliosanthes ophiopogonoides F.T.Wang & Tang
- Peliosanthes pachystachya W.H.Chen & Y.M.Shui
- Peliosanthes pumila N.Tanaka
- Peliosanthes reflexa M.N.Tamura & Ogisu
- Peliosanthes retroflexa Aver. & N.Tanaka
- Peliosanthes revoluta D.X.Nong & L.Y.Yu
- Peliosanthes separata Vislobokov
- Peliosanthes sessilis H.Li
- Peliosanthes sinica F.T.Wang & Tang
- Peliosanthes splendens Aver. & N.Tanaka
- Peliosanthes subcoronata N.Tanaka
- Peliosanthes subspicata N.Tanaka
- Peliosanthes tatianae Aver., N.Tanaka & K.S.Nguyen
- Peliosanthes teta Andrews
- Peliosanthes tobuensis Odyuo, D.K.Roy, Lytan, N.Tanaka & A.A.Mao
- Peliosanthes triandra Aver. & N.Tanaka
- Peliosanthes violacea Wall. ex Baker
- Peliosanthes weberi (L.Rodr.) N.Tanaka
- Peliosanthes yunnanensis F.T.Wang & Tang

## Znaczenie użytkowe
Rośliny leczniczeKłącze i korzenie Peliosanthes macrostegia wykorzystywane są w medycynie chińskiej mukolitycznie na kaszel, łagodząco na wątrobę oraz przeciwbólowo.
W Bangladeszu ekstrakty z liści P. teta są używane przez Czakmów na bóle uszu, a sok z liści przez ludność Rangamati na osłabienie i niedokrwistość.